# ۹۱۱ (میلادی)
۹۱۱ (میلادی) نهصد  و یازدهمین سال تقویم میلادی است.

## درگذشتگان
‎